# Société espagnole de mathématiques appliquées
La Société espagnole de mathématiques appliquées (Sociedad Española de Matemática Aplicada, SEMA) est une société savante espagnole créée en 1991 sur initiative d'un groupe de professeurs universitaires afin de contribuer au développement des mathématiques en relation avec ses applications dans les plus divers domaines de la science et l'industrie.
Parmi les objectifs soulignés dans sa page web figurent: « le développement du calcul scientifique et la simulation numérique », ainsi que « la modélisation mathématique, l'analyse mathématique et les techniques de contrôle dans la compréhension et la résolution des problèmes de la physique, la chimie, l'ingénierie, les sciences biomédicales et l'économie ».

## Activités

### Congrès et écoles périodiques
La naissance de la SEMA provient du succès d'une série de congrès dénommés CEDYA (Congreso de Ecuaciones Diferenciales y sus Aplicaciones pour Congrès d'équations différentielles et ses applications). Le premier congrès a eu lieu en 1978 à L'Escurial (Madrid). La 11ème édition a eu lieu en 1989 à Fuengirola (Malaga), est devenu le Congrès National de Mathématique Appliquée (Congreso Nacional de Matemática Aplicada, CMA). 
À partir de cette édition, ces congrès se célèbrent de forme biennale[pas clair], tournant entre les universités espagnoles. Le dernier (XXII CEDYA / XII CMA) a eu lieu à Palma (Majorque), du 5 au 9 septembre 2011.
D'autre part, à partir d'édition en 1984, est organisée une série d'Écoles d'Automne Hispanique-Françaises de Simulation Numérique en Physique et Ingénierie, avec périodicité biennale, dans diverses villes espagnoles. La première d'entre elles a eu lieu à Saint-Jacques-de-Compostelle, une autre a lieu à Torremolinos (Málaga) du 24 au 28 septembre 2012

### Prix
- Prix SeMA Antonio Valle du jeune chercheur: il est destiné à promouvoir l'excellence dans le travail mathématique original dans toutes les branches des mathématiques qui ont une composante appliquée. Le prix a été instauré en 1998 et il est accordé chaque année à un jeune chercheur prometteur en mathématique appliquée. La liste des lauréats est la suivante:
  - 2020: Jezabel Curbelo Hernández (Université polytechnique de Catalogne) et Rafael Granero Belinchón (Université de Cantabrie)
  - 2019: Joaquim Serra (Universitat Politècnica de Catalunya)
  - 2018: Javier Gómez Serrano (Université de Princeton)
  - 2017: Xavier Ros-Oton (Université du Texas à Austin)
  - 2016: Juan Chauve Yagüe (Université de la Grenade)
  - 2015: Carmen Rodrigo (Université de Saragosse)
  - 2014: Francisco Gancedo (Université de Séville)
  - 2013: Alberto Enciso (Institut de Sciences Mathématiques)
  - 2012: Santiago I. Badia Rodríguez (Université Politécnica de la Catalogne)
  - 2011: David Pardo Zubiaur (Université du Pays Basque)
  - 2010: María Luisa Rapún Banzo (Université de Saragosse)
  - 2009: Enrique Domingo Fernández Nieto  (Université de Séville)
  - 2008: María González Taboada (Université de La Corogne)
  - 2007: José Ramón Fernández García (Université de Saint-Jacques-de-Compostelle)
  - 2006: Jorge Cortés (Université de Californie Santa Cruz)
  - 2005: Diego Córdoba Gazolaz (CSIC)
  - 2004: Marco Antonio Fontelos López (CSIC)
  - 2003: José Antonio Carrillo (ICREA)
  - 2002: Carlos Castro (Université Politécnica de Madrid)
  - 2001: Javier Sayas (Université de Saragosse)
  - 2000: Mari Paix Calvo (Université de Valladolid)
  - 1999: Juan Casado (Université de Séville)
  - 1998: Ana Carpio (Université Complutense de Madrid)

- Prix SeMA du Meilleur article du SeMA Journal: Instauré en 2009 avec l'objectif de promouvoir la publication de travaux de qualité, aussi bien scientifiques que de vulgarisation des mathématiques, d'abord via le Bulletin de la SeMA et actuellement à travers le SeMA Journal. Le prix est choisi parmi tous les travaux publiés dans le SeMA Journal pendant l'année précédant sa remise.

### Publications
- « Boletín electrónico SeMA] »(Archive.org • Wikiwix • Archive.is • Google • Que faire ?)
- Bulletin SeMA (nombres 1 au 52)
- SeMA Journal